# José Fernando Cuenca Jiménez
José Fernando Cuenca Jiménez, més conegut com a Pepe Cuenca (Granada, 17 de març de 1987), és un jugador d'escacs andalús que té el títol de Gran Mestre des del 2015.
A la llista d'Elo de la FIDE de abril de 2023, hi tenia un Elo de 2553 punts, cosa que en feia el jugador número 14 (en actiu) de l'estat espanyol. El seu màxim Elo va ser de 2555 punts, a la llista del setembre de 2021.
A banda de la seva carrera escaquística, José Cuenca és també llicenciat en Enginyeria de Camins, Canals i Ports, a més d'haver fet un doctorat en matemàtiques.
Parla amb fluïdesa diverses llengües, entre les quals destaquen el català, l'anglès, l'alemany, l'italià i el portuguès.
José Cuenca és també un recurrent comentarista i analista d'escacs d'elit, treballant amb Chess24 des 2015. Amb el seu estil de comentari, en el qual ha adaptat als escacs una simbologia d'altres esports, ha desenvolupat una manera de comunicar que ha atret nous aficionats, contribuïnt a donar més visibilitat als escacs.

## Carrera acadèmica
Pepe Cuenca és enginyer de Camins, Canals i Ports per la Universitat de Granada (2005-2010). El seu projecte de fi de carrera va ser de recerca, i va tenir força impacte en fabricar un nou tipus de formigó més efectiu i barat a partir de cendres procedents de la combustió de biomassa d'olivera. Aquest treball va ser publicat a la revista “Construction and Building Materials” el 2013.
Després d'acabar la carrera, José Cuenca va obtenir diverses beques per estudiar un mestratge, algunes com a esportista als Estats Units. Finalment va decidir acceptar una Beca Erasmus Mundus per estudiar el Màster MSc Mathmods': Mathematical Modelling in Engineering: Theory, Numeric, Applications, del 2011 al 2013, graduant-se per les Universitats de L'Aquila (Itàlia), Hamburg (Alemanya) i Gdansk (Polònia).
Va escriure la seva tesi de Màster a l'Institute for Computational Physics de Stuttgart (Alemanya) amb el títol següent: “Molecular dynamics coupled to a thermal lattice Boltzmann code in order to model particle agglomeration in flow”.
El 2013, Pepe va ser contractat com a Investigador a la Facultat de Matemàtiques de la Universitat d'Hamburg a Alemanya, on el 2017 va completar el seu doctorat o PhD en matemàtica aplicada, titulat PhD in applied mathematics to engineering and Ultrasonic NDT: Persistent and Tangential homology for defect classification in Time of Flight Diffraction (TOFD).

### Publicacions acadèmiques
- Cuenca, J. F., & Iske, A. (2016). Persistent homology for defect detection in non-destructive evaluation of materials. The e-Journal of Nondestructive Testing, 21(01). ISSN 1435-4934.
- Cuenca, J. F., Iske, A., Labud, P. A., & Nemitz, O. (2016). Tangential Homology for Defect Detection in the Time of Flight Diffraction Method (TOFD). Proceedings in Applied Mathematics and Mechanics.
- Cuenca, J. F., & Iske, A. (2016). Persistent Homology for Defect Detection in Non-Destructive Evaluation of Materials. Hamburger Beiträge.
- Cuenca, J. F. (2013). Particle agglomeration in flow modelled with molecular dynamics coupled to a thermal Lattice Boltzmann code. TASK QUARTERLY, 17(3-4), 181-213.
- J. Cuenca, J. Rodríguez, M. Martín-Morales, Z. Sánchez-Roldán, M. Zamorano (2013) "Effects of olive residue biomass fly ash as filler in self-compacting concrete". Construction and Building Materials, 40: 702-709.
- M.Martín-Morales, J.Cuenca, P.López; “Characterization of the biomass ashes- Application in Mortars” in Spanish national congress of civil engineering: Society, Economy and Environment (2011) -. Publication number: ISBN 978-84-380-0452-4.
- Martin-Morales, M., Cuenca, J., Lopez, P., Rodriguez, J., Zamorano, M., & Valverde, P. I. (2011, October). Self-compacting concrete with biomass fly ash: Preliminary results. In Proceeding of the Thirteenth International Waste Management and Landfill Symposium, Cagliari, Italy (pp. 3–7).

## Carrera escaquística i resultats destacats en competició
Va començar a destacar en els campionats per edats, i fou campió d'Espanya per edats diversos cops, l'any 2003 campió sub-16 a Mondariz-Balneario i l'any 2005 campió sub-18 a Mondariz-Balneario.
Ha estat campió absolut d'Andalusia de l'any 2005, i en els campionats per edats ha estat campió d'Andalusia en les categories sub-12 l'any 1999, en sub-14 el 2000 i 2001, en sub-16 el 2002 i 2003, en sub-18 el 2000 i 2005. També va guanyar la Copa d'Andalusia sub-16 l'any 2000.
Campió d'Espanya de Seleccions Autonòmiques l'any 2001, representant la Federació Andalusa d'Escacs. Subcampió d'Andalusia per Equips de Divisió d'Honor l'any 2005 amb l'equip del Club de Ajedrez Caja Granada.
A 19 anys va aconseguir la seva tercera i definitiva norma del títol de Mestre Internacional de la FIDE a l'Obert Internacional de Motril de desembre de 2006. El 2015 va obtenir el títol de Gran Mestre Internacional.
L'agost de 2018 empatà al primer lloc al Campió d'Espanya absolut a Linares, amb 7 punts, essent superat al desempat pel campió Salvador del Río Angelis, i per damunt d'Hipòlit Asís Gargatagli i Levan Aroshidze.
El novembre de 2019 fou 8è al campionat d'Espanya absolut a Marbella, després d'haver estat líder però perdre en la darrera partida contra l'extremeny Manuel Pérez Candelario (el campió fou Aleksei Xírov).
Va participar en la II Banter Blitz Cup (Copa Dicharachera) de chess24.com on va poder vèncer Lefong Hua i Levan Pantsulaia; a la 3a ronda va jugar amb Magnus Carlsen a qui va poder entaular una partida.